# Notte di paradiso
Notte di paradiso è un film del 1946 diretto da Arthur Lubin